# Nornickel Curling Cup
Nornickel Curling Cup — ежегодный международный турнир по кёрлингу (ранее Arctic Curling Cup, CCT Arctic Cup, WCT Arctic Cup). Также известен как Арктический кубок по кёрлингу (сейчас это название практически не используется). Самый северный турнир по кёрлингу, который проводится за полярным кругом. Организатором турнира выступает Федерация кёрлинга России. Традиционно проходит в России весной на ледовой арене «Таймыр» в городе Дудинка Красноярского края.

## История
Впервые турнир был проведён под названием Кубок Таймыра по кёрлингу среди мужских команд в 2016 году. Он состоялся с 27 по 30 мая по инициативе и при финансовой поддержке компании «Норникель», закупившей для ледовой арены «Таймыр» дополнительное оборудование для кёрлинга. В первом турнире принимали участие только мужские команды из России (в последующие годы состав участников стал международным). Победителем стала команда Алексея Стукальского.
В 2017 году соревнования проходили с 19 по 21 мая под названием Арктический кубок по кёрлингу или CCT Arctic Cup. Участие в них принимали только женские команды. По одной команде из Швеции, США, Канады, Финляндии и Швейцарии и три команды из России. Турнир проходил в два этапа. Сначала 2 группы по 4 команды в каждой сыграли по круговой системе в один круг. Две лучшие команды из каждой группы вышли плей-офф, где сначала сыграли в полуфиналах; победители полуфиналов встретились в финале за первое место, а проигравшие — в матче за третье место. Призовой фонд составил 100 тысяч долларов США. Победителем стала российская команда Анны Сидоровой.
Турнир WCT Arctic Cup 2018 прошёл с 24 по 27 мая в формате дабл-микст, стал завершающим в сезоне 2017/18 World Curling Tour (WCT). Десять смешанных пар разыграли призовой фонд в 30 тысяч долларов США. Схема турнира состояла из круговых раундов в двух группах, полуфиналов, финала и матча за третье место. Победителем стала пара Рейчел Хоман (Канада) и Никлас Эдин (Швеция).
2019 WCT Arctic Cup прошёл с 23 по 26 мая и принимал только женские команды: четыре коллектива из России и по одному из Канады, Швейцарии, Финляндии, Шотландии, Южной Кореи и Швеции. Призовой фонд составил 50 тысяч долларов США. Традиционно соревнования перетекли из двух групп кругового раунда в полуфинал, финал и матч за третье место. Победителем турнира стала шотландская команда Ив Мюрхед.
В 2020 году турнир не проводился в связи с ограничениями, вызванными пандемией COVID-19.
Кубок 2021 года, или 2021 WCT Arctic Cup, относился к сезону 2020—2021 и первоначально должен был пройти с 28 мая по 1 июня 2020 года, но из-за пандемии COVID-19 был перенесён на 26-30 мая 2021 года. Игры проходили в формате дабл-микст. Участие принимали по одной команде из Швеции, Швейцарии, Италии, Эстонии, Венгрии, а также пять коллективов из России. Призовой фонд составил 20 тысяч евро. Соревнования состояли из двух групп кругового раунда полуфинала, финала и матча за третье место. Победила пара Бриар Хюрлиман и Янника Шваллера из Швейцарии.
В 2022 году с 26 по 29 мая турнир впервые был проведен между мужскими и женскими командами. С этого года название турнира изменилось на Nornickel Curling Cup. На льду сражались шесть коллективов из России с участием спортсменов из Италии и Беларуси. Все команды сыграли друг против друга в круговом раунде, лучшие продолжили соревнования в полуфиналах, финале и матче за третье место. Победил коллектив Сергея Глухова.
В 2023 году с 23 по 26 апреля прошёл седьмой по счёту турнир. В качестве формата мероприятия в третий раз был выбран дабл-микст. В состязаниях приняли участие по одной команде из Казахстана, Сербии, Беларуси, смешанный коллектив Беларусь/Россия и пять команд из России. Участники соревновались в двух круговых раундах, полуфиналах, финале и матче за третье место. Победил российский коллектив Алины Ковалёвой и Алексея Тимофеева.

## Прошедшие турниры
| Год, даты проведения | Участники | Победители                                   | Финалисты                                        | 3-е место                                                 |
| -------------------- | --- | -------------------------------------------- | ------------------------------------------------ | --------------------------------------------------------- |
| 2016 27 — 30 мая     | Мужские команды: - сборная России - молодежная сборная России - сборная Красноярского края - сборная Санкт-Петербурга - сборная Московской области | Сборная России (скип Алексей Стукальский)    | Сборная Московской области (скип Михаил Васьков) | Сборная Санкт-Петербурга (скип Пантелеймон Лаппо)         |
| 2017 19—21 мая       | Женские команды: - Канада - США - Швеция - Швейцария - Финляндия - Россия (3 команды)                                                              | Россия (скип Анна Сидорова)                  | Канада (скип Дженнифер Джонс)                    | Россия (скип Виктория Моисеева)                           |
| 2018 24—27 мая       | Смешанные пары: - Канада - Финляндия - Чехия - Швеция - Швейцария - Шотландия - Россия (3 команды) - интернациональная команда Канада / Швеция     | Канада / Швеция (Рейчел Хоман / Никлас Эдин) | Шотландия (Джина Эйткен / Дункан Мензис)         | Россия 2 (Мария Комарова / Даниил Горячев)                |
| 2019 23—26 мая       | Женские команды: - Канада - Шотландия - Швейцария - Швеция - Финляндия - Южная Корея - Россия (4 команды)                                          | Шотландия (скип Ив Мюрхед)                   | Россия 1 (скип Алина Ковалёва)                   | Канада (скип Керри Эйнарсон)                              |
| 2021 27—30 мая       | Смешанные пары: - Швейцария - Швеция - Эстония - Италия - Венгрия - Россия (5 команд)                                                              | Швейцария (Бриар Хюрлиман / Янник Шваллер)   | Россия 1 (Анна Самойлик / Михаил Васьков)        | Россия (Алина Ковалёва / Сергей Глухов)                   |
| 2022 25—30 мая       | Женские и мужские команды: - Россия (4 команды) - интернациональная команда Россия / Италия - интернациональная команда Беларусь / Россия          | Россия 1 (скип Сергей Глухов)                | Россия 4 (скип Алексей Стукальский)              | Россия 2 (скип Алина Ковалёва)                            |
| 2023 23—26 апреля    | Смешанные пары: - Казахстан - Сербия - Беларусь - Россия (5 команд) - интернациональная команда Беларусь / Россия                                  | Россия 2 (Алина Ковалёва / Алексей Тимофеев) | Россия 3 (Елизавета Трухина / Николай Лысаков)   | Россия 5 (Анастасия Брызгалова / Александр Крушельницкий) |
| 2024 25—28 апреля    | Женские команды: - Казахстан - Россия (6 команд) - интернациональная команда Беларусь/ Россия                                                      | Россия 2 (скип Диана Маргарян)               | Россия 4 (скип Елизавета Трухина)                | Россия 1 (скип Ирина Рязанова)                            |

## Junior Nornickel Curling Cup
В 2016 году в Дудинке открыли спортивную школу для детей и взрослых, где кёрлингом занимаются несколько десятков спортсменов.
Детский турнир Junior Nornickel Curling Cup среди российских юношеских команд проводился параллельно со взрослыми соревнованиями в 2019, 2021, 2022 и 2023 годах.